# Frontopsylla megasinus
Frontopsylla megasinus är en loppart som beskrevs av Li Kueichen et Chen Ningyu 1974. Frontopsylla megasinus ingår i släktet Frontopsylla och familjen smågnagarloppor.

## Underarter
Arten delas in i följande underarter:
- F. m. megasinus
- F. m. acutus